# Arikara
Arikara (Sahnish, Ricaras, Black Pawnees) je severnoameriško indijansko pleme iz družine Caddoan, naseljeno v zgodnjem 19. stoletju na zgornjem Missouriju v Severni Dakoti. Prva poročila o Indijancih Arikara prihajajo iz zgodnjih 1700-ih let, ko jih je nekaj tisoč živelo v vaseh ob reki Missouri v Južni Dakoti, nenehno se premikajoč gorvodno. Z začetkom 19. stoletja so Arikare začeli izgubljati prebivalstvo, pred odhodom v rezervat pa so se pridružili plemenoma Mandan in Hidatsa, članoma skupine Siouan v Severni Dakoti, ob reki Missouri. Od tam so bila ta tri plemena premeščena v rezervat Fort Berthold, kjer živijo v konfederaciji pod imenom "Three Affiliated Tribes", pogosto skrajšano imenovana tudi "MHA Nation".

## Ime
Ime Arikara pomeni 'rogovi' ('horns') in je povezano z njihovim starim običajem nošenja las z vstavljenimi kosi kosti v obliki roga, na vsaki strani grebena. To izhaja iz 'ariki' = 'horn' + pripona ra, ki označuje množino. Istegega izvora je tudi ime njihovih prvih sorodnikov Pawnee Indijancev, ki je prišlo iz 'pariki'. Arikare so bili znani tudi kot Black Pawnee (Črni Pawnee), ker so bili po poreklu od Pawnee Indijancev. To ime omenja Gallatin. Imenovali so jih tudi s podobnimi različicami imena: Ricaras in Ree (skrajšano). Sami sebe imenujejo Sahnish ali Sanish (='oseba'). Indijanci Hidatsa so jih imenovali A da ka' da ho.

## Jezik
Jezik arikara je član skupine pawnee, družine Caddoan.

## Lokalne skupine
Arikare, trdi Swanton, so po poreklu od plemena Skidi konfederacije plemen Pawnee Indijancev. Gilmore (1927) trdi, da so bili Arikara konfederacija majhnih plemen, od katerih so bila 4 večja in so sestavljala po nekaj manjših skupin. Po njegovem mnenju so to bili:
- Awahu ali Left Behind, združeni s Hokat in Scirihauk.

- Hukawirat ali Huawirate (prišli so z vzhoda), združeni z Warihka in Nakarik.

- Tukatuk ali Tuhkatakux (Vas ob hribu), z Tsininatak in Witauk.

- Tukstanu Tuhkasthanu (Vas iz bivolje trave), z Nakanusts in Nisapst.

### Celoten seznam
|    | Španci (1790) 7 'narodov' | Tabeau (1803-4) 10 vasi | Murie (1903) 8 band                                           | Curtis (1909) 10 band             | Gilmore (1920) 12 vasi         | Parks (1970)                                      |
| -- | ------------------------- | ----------------------- | ------------------------------------------------------------- | --------------------------------- | ------------------------------ | ------------------------------------------------- |
| 1  | Astaray                   | Rhtarahé                | /                                                             | Ḣtadhahé 'Konkavno stopalo'       | /                              | AxtáRAhi                                          |
| 2  | Aquajere                  | Sawa-haini              | awa:hini'                                                     | /                                 | /                              | /                                                 |
| 3  | /                         | Waho-erha               | /                                                             | Wahúkḣá 'Hrib v vodi'             | /                              | /                                                 |
| 4  | /                         | Awahaux                 | Awaho 'Ljudje, ki so zadnji prišli iz zemlje in ostali zadaj' | Awáhu 'Zapuščeni'                 | Awáhu 'Zapuščeni'              | Awáhu 'Zapuščeni'                                 |
| 5  | /                         | Toucatacaux             | Tuchkataku 'Vas na preriji'                                   | Itukátaku 'Vas ob vznožju hriba'  | Tukatuk 'Vas ob vznožju hriba' | tUhka:tákUx 'Vas ob hribu'                        |
| 6  | Turucatuqu                | Touno-catacaux          | /                                                             | /                                 | /                              | /                                                 |
| 7  | Naucat                    | Laocata                 | Rahokata                                                      | Nhukát 'Rečni breg'               | Hokát 'Količek na obali'       | NAhu:ká:tA 'Ob vodi'                              |
| 8  | /                         | Tchinantacaux           | Chiriruttaku 'Odprtina na drevesu'                            | Chinhnataku 'Pepel na vrhu hriba' | Tšinina' ták' Pepelni gozdovi  | čiNIhnahtákUx 'Jesen na hribu'                    |
| 9  | Tucastinao                | Toucoustahane           | Tuchkatstaharu Vas na zemlji z bivoljo travo                  | Itukstánu Vas iz trave            | Tukstánu Vas iz travnate hiše  | tUhkAsthánu' Vas iz bivolje trave                 |
| 10 | Acarica                   | Narh-karicas            | Nakariek 'Rog na drevesu'                                     | Primer                            | Nakarik'                       | na:karíkA (haikaríkA) Vejica, ki štrli iz drevesa |
| 11 | /                         | /                       | Hokawirat 'Z vzhoda'                                          | Hukawidhát 'Vzhod'                | Hukáwirat 'Vzhod'              | hu:ka:wirát 'Vzhodni'                             |
| 12 | /                         | /                       | /                                                             | Wadhíḣka                          | Waríhka 'Rogov les'            | warihká'                                          |
| 13 | /                         | /                       | /                                                             | Shitinishapisht                   | Nišapst 'Zlomljena puščica'    | Šitini:šápIt' 'Zlomili so puščico'                |
| 14 | /                         | /                       | /                                                             | /                                 | Wítauh Ljudje z dolgimi lasmi  | wi:ta'ú:"""xU Long Haired Man                     |
| 15 | /                         | /                       | /                                                             | /                                 | Nakanústš' 'Small Cherries'    | /                                                 |
| 16 | /                         | /                       | /                                                             | /                                 | Sciriháuḻḣ 'Coyote Fat'        | /                                                 |
| 17 | Alicara                   | /                       | /                                                             | /                                 | /                              | /                                                 |

## Vasi
Zgodnji viri omenjajo naslednja imena: Hachepiriinu, Hia, Kaka, Lahoocat, Okos, Paushuk in Sukhutit.

## Etnografija
Arikara so bili polnomadkso prerijsko pleme, za katerega arheologija trdi, da so bili naseljeni ob dolini reke Missouri vsaj od 14. stoletja. Njihove vasi so bile sestavljene iz polpodzemnih bivališč, prekritih z zemljo. Pozimi so odhajali na lov na bizone, spomladi pa so se vračali domov zaradi sajenja. Arikare so bili predvsem kmetje, ki so gojili koruzo, fižol, buče, tobak, lubenice, sončnice in drugo. Obdelovalna zemlja je bila last družinskih skupin, na njej pa so delale ženske. Pri obdelavi tal so se ženske Arikara posluževale palic za kopanje, narejenih iz bizonovih ali jelenjih reber, pritrjenih na dolgo palico in dobro pritrjenih z vrvicami. S svojimi kmetijskimi proizvodi so Arikare trgovali s Teton Suji, od katerih so dobivali drugo trgovsko blago, ki ga niso imeli. Matrilinearnost je ženski dajala visok status v družbi, poznali pa so tudi [vunkulat] in sororalno poliginijo ali sororat.

## Zgodovina
V desetem mesecu 1804. leta je ekspedicija Lewisa in Clarka prišla v stik z Arikarami in ostala z njimi pet dni. Po podatkih članov ekspedicije so moški nosili bizonove plašče, gamaše in mokasine. Mnogi so takrat imeli tudi puške, ki so jih dobili z trgovino. Kmalu so Arikare postali ovira za tiste, ki so se gibali ob reki Missouri. To je privedlo do vojne s trgovci, kar je leta 1823. povzročilo prvo intervencijo ameriške vojske proti prerijskim plemenom. Arikare ne bodo še dolgo živeli svobodno v preriji. Leta 1851. je bil v Fort Laramiju ustanovljen rezervat za tri plemena z zgornjega Missourija, njih, Mandane in Hidatse. Arikare so izgubili veliko svojega prebivalstva v epidemijah med evro-ameriškim osvajanjem. Večina pripadnikov se identificira s staro bando Awahu. Območje, kjer danes živijo v rezervatu z Mandani in Hidatsami, se nahaja v okrožju White Shield. Letno prirejajo powwow slovesnosti, na katerih pevci društva 'Dead Grass Society' pojejo svoje pesmi, ki so del njihove tradicije. SIL (1977) navaja, da Arikare štejejo okoli 1.000 oseb. Podatki Joshua Projecta (2005) so njihovo število zmanjšali na samo 200.